# 魚川
鱼川（日语：／）或奥焦尔纳亚河（俄语：Река Озерная）是温祢古丹岛的河流，属萨哈林州北库里尔斯克区管辖，长9公里，流经根茂山南，注入鄂霍次克海。